# هیزمسترزویس
هیزمسترزویس (انگلیسی: His Master's Voice) یا اچ‌ام‌وی (HMV) نام یک ناشر موسیقی بود که توسط کمپانی گرامافون در سال ۱۹۰۱ پایه‌گذاری شد.
نام این کمپانی، که «صدای صاحبش» معنا می‌دهد، اشاره به یک نقاشی دارد که در آن سگی از نژاد تریر در حال گوش کردن به صفحه گرامافون تصویر شده‌است که صدای ضبط شدهٔ صاحب سگ را پخش می‌کند.
مجسمه‌ای از همین سگ و گرامافون بعدها توسط شرکت ئی‌ام‌آی به آهنگسازان و تولیدکنندگان موسیقی هدیه داده می‌شد. معمولاً این جایزه به کسانی داده می‌شد که آثارشان بیش از ۱۰۰٬۰۰۰ نسخه فروش رفته باشند.

## یادداشت

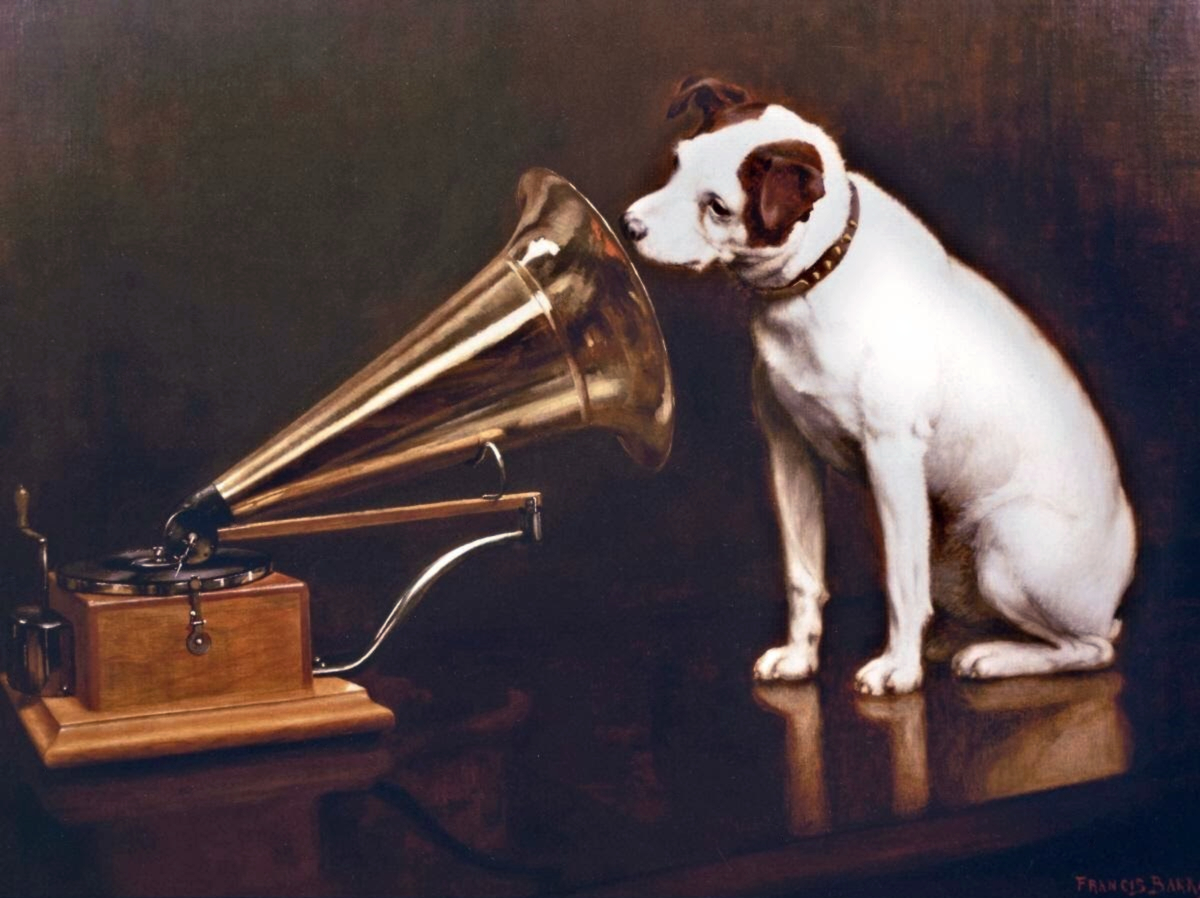
نقاشی «صدای صاحبش» که اسم شرکت از آن الهام گرفته شده‌است

1. ↑  اگر چه در انگلیسی نام این شرکت از سه واژه تشکیل شده، اما در فارسی مرسوم است که این نام به صورت پیوسته نوشته شود. برای نمونه، ساسان سپنتا در کتاب چشم‌انداز موسیقی ایرانی از املای پیوسته استفاده کرده‌است.[۱]